# Shinobu Asagoe
Shinobu Asagoe (浅越 しのぶ, Asagoe Shinobu), née le 28 juin 1976 à Hyōgo, est une joueuse de tennis japonaise, professionnelle de 1997 à 2006.
En 2004, elle a atteint les quarts de finale de l'US Open (battue par Lindsay Davenport), sa meilleure performance en simple dans une épreuve du Grand Chelem.
Comptant parmi les cinquante meilleures mondiales sans presque discontinuer d'octobre 2003 jusqu'au printemps 2006, c'est en double dames que Shinobu Asagoe s'est pourtant le plus particulièrement illustrée : 13e mondiale de la discipline le 8 mai 2005, elle a décroché huit titres WTA pendant sa carrière, avec six partenaires différentes. Aux Jeux olympiques d'Athènes de 2004, associée à Ai Sugiyama, elle a échoué en petite finale pour la médaille de bronze face à la paire argentine Suárez-Tarabini.
Shinobu Asagoe a mis un terme à sa carrière en septembre 2006, après l'US Open.

## Palmarès

### Titre en simple dames
Aucun

### Finales en simple dames
| No | Date       | Nom et lieu du tournoi         | Catégorie | Dotation  | Surface      | Vainqueure         | Score         |          |
| -- | ---------- | ------------------------------ | --------- | --------- | ------------ | ------------------ | ------------- | -------- |
| 1  | 09-06-2003 | DFS Classic, Birmingham        | Tier III  | 170 000 $ | Gazon (ext.) | Magdalena Maleeva  | 6-1, 6-4      | Parcours |
| 2  | 12-01-2004 | Moorilla International, Hobart | Tier V    | 110 000 $ | Dur (ext.)   | Amy Frazier        | 6-3, 6-3      | Parcours |
| 3  | 03-01-2005 | ASB Classic, Auckland          | Tier IV   | 140 000 $ | Dur (ext.)   | Katarina Srebotnik | 5-7, 7-5, 6-4 | Parcours |

### Titres en double dames
| No | Date       | Nom et lieu du tournoi                    | Catégorie | Dotation    | Surface      | Partenaire         | Finalistes                               | Score         |          |
| -- | ---------- | ----------------------------------------- | --------- | ----------- | ------------ | ------------------ | ---------------------------------------- | ------------- | -------- |
| 1  | 10-06-2002 | DFS Classic Birmingham                    | Tier III  | 170 000 $   | Gazon (ext.) | Els Callens        | Kimberly Po Nathalie Tauziat             | 6-4, 6-3      | Parcours |
| 2  | 30-09-2002 | AIG Japan Open Tokyo                      | Tier III  | 170 000 $   | Dur (ext.)   | Nana Miyagi        | Svetlana Kuznetsova Arantxa Sánchez      | 6-4, 4-6, 6-4 | Parcours |
| 3  | 12-01-2004 | Moorilla International Hobart             | Tier V    | 110 000 $   | Dur (ext.)   | Seiko Okamoto      | Els Callens Barbara Schett               | 2-6, 6-4, 6-3 | Parcours |
| 4  | 02-08-2004 | Coupe Rogers Montréal                     | Tier I    | 1 300 000 $ | Dur (ext.)   | Ai Sugiyama        | Liezel Huber Tamarine Tanasugarn         | 6-0, 6-3      | Parcours |
| 5  | 04-10-2004 | AIG Japan Open Tennis Championships Tokyo | Tier III  | 170 000 $   | Dur (ext.)   | Katarina Srebotnik | Jennifer Hopkins Mashona Washington      | 6-1, 6-4      | Parcours |
| 6  | 03-01-2005 | ASB Classic Auckland                      | Tier IV   | 140 000 $   | Dur (ext.)   | Katarina Srebotnik | Leanne Baker Francesca Lubiani           | 6-3, 6-3      | Parcours |
| 7  | 10-10-2005 | PTT Thailand Open Bangkok                 | Tier III  | 200 000 $   | Dur (ext.)   | Gisela Dulko       | Conchita Martínez Virginia Ruano Pascual | 6-1, 7-5      | Parcours |
| 8  | 03-04-2006 | Bausch & Lomb Championships Amelia Island | Tier II   | 600 000 $   | Terre (ext.) | Katarina Srebotnik | Liezel Huber Sania Mirza                 | 6-2, 6-4      | Parcours |

### Finales en double dames
| No | Date       | Nom et lieu du tournoi                    | Catégorie | Dotation    | Surface      | Vainqueures                             | Partenaire         | Score         |          |
| -- | ---------- | ----------------------------------------- | --------- | ----------- | ------------ | --------------------------------------- | ------------------ | ------------- | -------- |
| 1  | 19-03-2003 | NASDAQ-100 Open Miami                     | Tier I    | 2 960 000 $ | Dur (ext.)   | Liezel Huber Magdalena Maleeva          | Nana Miyagi        | 6-4, 3-6, 7-5 | Parcours |
| 2  | 31-03-2003 | Clay Court Classic Sarasota               | Tier IV   | 140 000 $   | Terre (ext.) | Liezel Huber Martina Navrátilová        | Nana Miyagi        | 7-68, 6-3     | Parcours |
| 3  | 03-10-2005 | AIG Japan Open Tennis Championships Tokyo | Tier III  | 170 000 $   | Dur (ext.)   | Gisela Dulko Maria Kirilenko            | María Vento-Kabchi | 7-5, 4-6, 6-3 | Parcours |
| 4  | 27-02-2006 | Abierto Mexicano HSBC Acapulco            | Tier III  | 180 000 $   | Terre (ext.) | Anna-Lena Grönefeld Meghann Shaughnessy | Émilie Loit        | 6-1, 6-3      | Parcours |

## Parcours en Grand Chelem

### En simple dames
| Année | Open d'Australie | Open d'Australie | Internationaux de France | Internationaux de France | Wimbledon       | Wimbledon           | US Open         | US Open           |
| ----- | ---------------- | ---------------- | ------------------------ | ------------------------ | --------------- | ------------------- | --------------- | ----------------- |
| 2000  | -                | -                | -                        | -                        | 2e tour (1/32)  | Brie Rippner        | 3e tour (1/16)  | Lilia Osterloh    |
| 2001  | 1er tour (1/64)  | Cara Black       | 1er tour (1/64)          | Justine Henin            | 1er tour (1/64) | Venus Williams      | 1er tour (1/64) | Virginie Razzano  |
| 2002  | 1er tour (1/64)  | Květa Hrdličková | 2e tour (1/32)           | Émilie Loit              | -               | -                   | 1er tour (1/64) | Émilie Loit       |
| 2003  | 1er tour (1/64)  | Virginia Ruano   | 1er tour (1/64)          | Lisa Raymond             | 4e tour (1/8)   | Lindsay Davenport   | 3e tour (1/16)  | Mary Pierce       |
| 2004  | 1er tour (1/64)  | Fabiola Zuluaga  | 4e tour (1/8)            | Serena Williams          | 1er tour (1/64) | Lisa Raymond        | 1/4 de finale   | Lindsay Davenport |
| 2005  | 2e tour (1/32)   | Li Na            | 2e tour (1/32)           | Sesil Karatantcheva      | 1er tour (1/64) | Magdalena Maleeva   | 3e tour (1/16)  | Patty Schnyder    |
| 2006  | 2e tour (1/32)   | Patty Schnyder   | 1er tour (1/64)          | Shenay Perry             | 2e tour (1/32)  | Tamarine Tanasugarn | 1er tour (1/64) | Jelena Kostanić   |

À droite du résultat, l’ultime adversaire.

### En double dames
| Année | Open d'Australie             | Open d'Australie           | Internationaux de France     | Internationaux de France   | Wimbledon                    | Wimbledon                   | US Open                       | US Open                     |
| ----- | ---------------------------- | -------------------------- | ---------------------------- | -------------------------- | ---------------------------- | --------------------------- | ----------------------------- | --------------------------- |
| 1998  | 2e tour (1/16) Pavlina Nola  | N. Kijimuta Nana Miyagi    | -                            | -                          | -                            | -                           | -                             | -                           |
| 2000  | 1er tour (1/32) Yuka Yoshida | Åsa Svensson Émilie Loit   | -                            | -                          | 1er tour (1/32) S. Reeves    | Liezel Huber L. Montalvo    | -                             | -                           |
| 2001  | 3e tour (1/8) Yuka Yoshida   | A. Kournikova B. Schett    | 1er tour (1/32) Yuka Yoshida | Anke Huber B. Schett       | 1er tour (1/32) Yuka Yoshida | Lisa Raymond Rennae Stubbs  | 1er tour (1/32) Yuka Yoshida  | Dája Bedáňová M. Salerni    |
| 2002  | 1/4 de finale Rika Fujiwara  | M. Hingis A. Kournikova    | 1/4 de finale T. Musgrave    | Lisa Raymond Rennae Stubbs | 2e tour (1/16) Nana Miyagi   | An. Rodionova Weingärtner   | 2e tour (1/16) Nana Miyagi    | Iva Majoli C. Martínez      |
| 2003  | 2e tour (1/16) Nana Miyagi   | A. Kournikova Chanda Rubin | 2e tour (1/16) Nana Miyagi   | Elena Bovina Alicia Molik  | 3e tour (1/8) Nana Miyagi    | V. Ruano Paola Suárez       | 2e tour (1/16) Nana Miyagi    | Maja Matevžič H. Nagyová    |
| 2004  | 2e tour (1/16) Saori Obata   | Li Ting Sun Tiantian       | 3e tour (1/8) Rika Fujiwara  | Silvia Farina F. Schiavone | 2e tour (1/16) Rika Fujiwara | V. Ruano Paola Suárez       | 1er tour (1/32) Rika Fujiwara | Mervana Jugić G. Voskoboeva |
| 2005  | 3e tour (1/8) K. Srebotnik   | D. Hantuchová Navrátilová  | 1/4 de finale K. Srebotnik   | Nadia Petrova Shaughnessy  | 3e tour (1/8) K. Srebotnik   | A.-L. Grönefeld Navrátilová | 3e tour (1/8) K. Srebotnik    | Lisa Raymond S. Stosur      |
| 2006  | 1/2 finale K. Srebotnik      | Yan Zi Zheng Jie           | 1er tour (1/32) K. Srebotnik | E. Gagliardi M. Santangelo | 1er tour (1/32) K. Srebotnik | E. Gagliardi M. Santangelo  | 3e tour (1/8) A. Morigami     | Lisa Raymond S. Stosur      |

Sous le résultat, la partenaire ; à droite, l’ultime équipe adverse.

### En double mixte
| Année | Open d'Australie           | Open d'Australie      | Internationaux de France | Internationaux de France | Wimbledon                  | Wimbledon              | US Open | US Open |
| ----- | -------------------------- | --------------------- | ------------------------ | ------------------------ | -------------------------- | ---------------------- | ------- | ------- |
| 2003  | -                          | -                     | -                        | -                        | 1er tour (1/32) T. Shimada | B. Schett Joshua Eagle | -       | -       |
| 2004  | 1er tour (1/16) T. Shimada | V. Ruano Mark Knowles | -                        | -                        | -                          | -                      | -       | -       |

Sous le résultat, le partenaire ; à droite, l’ultime équipe adverse.

## Parcours aux Jeux olympiques

### En simple dames
| # | Date       | Nom de l'olympiade           | Surface    | Résultat        | Ultime adversaire   | Score     |          |
| - | ---------- | ---------------------------- | ---------- | --------------- | ------------------- | --------- | -------- |
| 1 | 19/09/2000 | Olympic Tennis Event Sydney  | Dur (ext.) | 1er tour (1/32) | Els Callens         | 6-0, 6-4  | Parcours |
| 2 | 15/08/2004 | Olympic Tennis Event Athènes | Dur (ext.) | 1er tour (1/32) | Francesca Schiavone | 6-3, 7-64 | Parcours |

### En double dames
| # | Date       | Nom de l'olympiade           | Surface    | Résultat                 | Partenaire  | Ultimes adversaires              | Score    |          |
| - | ---------- | ---------------------------- | ---------- | ------------------------ | ----------- | -------------------------------- | -------- | -------- |
| 1 | 15/08/2004 | Olympic Tennis Event Athènes | Dur (ext.) | 4e place (petite finale) | Ai Sugiyama | Paola Suárez · Patricia Tarabini | 6-3, 6-0 | Parcours |

## Parcours en Fed Cup
| #                                                                    | Date       | Lieu         | Surface         | Gagnante(s)                          | Perdante(s)                         | Score           |          |
|                                                                      |            |              |                 |                                      |                                     |                 |          |
| 1999 - 1/4 de finale (groupe mondial II) - Allemagne - Japon - 3 : 2 |            |              |                 |                                      |                                     |                 |          |
| 1                                                                    | 24/04/1999 | Hambourg     | Terre (ext.)    | Shinobu Asagoe                       | Elena Wagner                        | 7-66, 6-1       | Parcours |
| 1                                                                    | 24/04/1999 | Hambourg     | Terre (ext.)    | Andrea Glass                         | Shinobu Asagoe                      | 6-4, 6-3        | Parcours |
| 1                                                                    | 24/04/1999 | Hambourg     | Terre (ext.)    | Shinobu Asagoe Saori Obata           | Andrea Glass Jana Kandarr           | 3-6, 7-5, 6-4   | Parcours |
|                                                                      |            |              |                 |                                      |                                     |                 |          |
| 1999 - Barrage (groupe mondial II) - Pays-Bas - Japon - 2 : 1        |            |              |                 |                                      |                                     |                 |          |
| 2                                                                    | 21/07/1999 | Amsterdam    | Dur (ext.)      | Manon Bollegraf Caroline Vis         | Shinobu Asagoe Ai Sugiyama          | 4-6, 7-63, 6-3  | Parcours |
|                                                                      |            |              |                 |                                      |                                     |                 |          |
| 1999 - Barrage (groupe mondial II) - Japon - Slovénie - 2 : 1        |            |              |                 |                                      |                                     |                 |          |
| 3                                                                    | 22/07/1999 | Amsterdam    | Dur (ext.)      | Shinobu Asagoe Ai Sugiyama           | Tina Križan Katarina Srebotnik      | 6-2, 6-2        | Parcours |
|                                                                      |            |              |                 |                                      |                                     |                 |          |
| 1999 - Barrage (groupe mondial II) - Biélorussie - Japon - 2 : 0     |            |              |                 |                                      |                                     |                 |          |
| 4                                                                    | 23/07/1999 | Amsterdam    | Dur (ext.)      | Natasha Zvereva                      | Shinobu Asagoe                      | 5-7, 6-3, 7-5   | Parcours |
|                                                                      |            |              |                 |                                      |                                     |                 |          |
| 2001 - 1er tour (groupe mondial) - Japon - Argentine - 1 : 4         |            |              |                 |                                      |                                     |                 |          |
| 5                                                                    | 28/04/2001 | Tokyo        | Dur (int.)      | Clarisa Fernández                    | Shinobu Asagoe                      | 6-3, 4-6, 10-8  | Parcours |
|                                                                      |            |              |                 |                                      |                                     |                 |          |
| 2001 - Barrage (groupe mondial I) - Suède - Japon - 3 : 2            |            |              |                 |                                      |                                     |                 |          |
| 6                                                                    | 21/07/2001 |              | Terre (ext.)    | Sofia Arvidsson                      | Shinobu Asagoe                      | 6-3, 6-3        | Parcours |
| 6                                                                    | 21/07/2001 | Åsa Svensson | Terre (ext.)    | Shinobu Asagoe                       | 6-0, 6-3                            |                 | Parcours |
|                                                                      |            |              |                 |                                      |                                     |                 |          |
| 2003 - Barrage (groupe mondial I) - Japon - Suède - 4 : 1            |            |              |                 |                                      |                                     |                 |          |
| 7                                                                    | 19/07/2003 | Gifu         | Moquette (int.) | Shinobu Asagoe                       | Sofia Arvidsson                     | 6-3, 7-5        | Parcours |
| 7                                                                    | 19/07/2003 | Gifu         | Moquette (int.) | Shinobu Asagoe                       | Hanna Nooni                         | 6-3, 7-66       | Parcours |
|                                                                      |            |              |                 |                                      |                                     |                 |          |
| 2004 - 1er tour (groupe mondial) - Argentine - Japon - 4 : 1         |            |              |                 |                                      |                                     |                 |          |
| 8                                                                    | 24/04/2004 | Buenos Aires | Terre (ext.)    | Mariana Díaz-Oliva Patricia Tarabini | Shinobu Asagoe Saori Obata          | 7-64, 6-74, 6-2 | Parcours |
|                                                                      |            |              |                 |                                      |                                     |                 |          |
| 2004 - Barrage (groupe mondial I) - Bulgarie - Japon - 2 : 3         |            |              |                 |                                      |                                     |                 |          |
| 9                                                                    | 10/07/2004 | Plovdiv      | Terre (ext.)    | Shinobu Asagoe                       | Tsvetana Pironkova                  | 7-66, 3-6, 6-4  | Parcours |
| 9                                                                    | 10/07/2004 | Plovdiv      | Terre (ext.)    | Shinobu Asagoe                       | Desislava Topalova                  | 6-1, 6-73, 6-4  | Parcours |
| 9                                                                    | 10/07/2004 | Plovdiv      | Terre (ext.)    | Shinobu Asagoe Rika Fujiwara         | Maria Geznenge Svetlana Krivencheva | 6-3, 6-2        | Parcours |
|                                                                      |            |              |                 |                                      |                                     |                 |          |
| 2006 - 1er tour (groupe mondial II) - Japon - Suisse - 4 : 1         |            |              |                 |                                      |                                     |                 |          |
| 10                                                                   | 22/04/2006 | Tokyo        | Dur (int.)      | Timea Bacsinszky                     | Shinobu Asagoe                      | 6-2, 6-2        | Parcours |
|                                                                      |            |              |                 |                                      |                                     |                 |          |
| 2006 - Barrage (groupe mondial I) - Japon - Autriche - 5 : 0         |            |              |                 |                                      |                                     |                 |          |
| 11                                                                   | 15/07/2006 | Tokyo        | Dur (int.)      | Shinobu Asagoe Ai Sugiyama           | Melanie Klaffner Barbara Schwartz   | 6-3, 1-6, 6-1   | Parcours |

## Classements WTA en fin de saison

### En simple
| Année | 1994 | 1995 | 1996 | 1997 | 1998 | 1999 | 2000 | 2001 | 2002 | 2003 | 2004 | 2005 | 2006 |
| Rang  | 922  | 954  | 380  | 157  | 156  | 122  | 72   | 108  | 97   | 45   | 37   | 38   | 220  |

Source : (en) « Classements de Shinobu Asagoe », sur le site officiel du WTA Tour

### En double
| Année | 1994 | 1995 | 1996 | 1997 | 1998 | 1999 | 2000 | 2001 | 2002 | 2003 | 2004 | 2005 | 2006 |
| Rang  | 515  | 452  | 439  | 143  | 141  | 187  | 158  | 108  | 29   | 44   | 26   | 23   | 25   |

Source : (en) « Classements de Shinobu Asagoe », sur le site officiel du WTA Tour